# Planet Waves
Planet Waves es el decimocuarto álbum de estudio del músico estadounidense Bob Dylan, publicado por Asylum Records en enero de 1974. Tras ocho años sin realizar una gira, salvo por pequeñas apariciones en varios conciertos, y después de participar en el rodaje de la película Pat Garrett & Billy the Kid, Dylan firmó un contrato con el sello discográfico Asylum para grabar un nuevo álbum.
El álbum contó con la colaboración de The Band, un grupo de country rock que respaldó a Dylan en su paso del folk al rock tras publicar Bringing It All Back Home y Highway 61 Revisited, y con quien el músico grabó demos en el sótano de «Big Pink», una casa de Woodstock, tras su accidente de moto en 1966. Dylan grabó el álbum en seis sesiones entre el 2 y el 14 de noviembre de 1973 en los estudios Village Recorder de Santa Mónica, California, y tras publicar el álbum, emprendió su primera gira en ocho años, posteriormente documentada en el álbum Before the Flood.
Planet Waves, que fue el primer trabajo de estudio en cuatro años desde New Morning, obtuvo en general buenas calificaciones de la prensa musical. Según escribió Ellen Willis en The New Yorker: «Planet Waves es distinto de otros discos de Dylan: es abiertamente personal, y pienso que el tema que rodea al álbum es el que parece ser, el dilema estético y práctico de Dylan, y su inmensa deuda emocional con Sara [Sara Dylan, su mujer]». En el plan comercial, el álbum alcanzó el primer puesto en la lista estadounidense Billboard 200, donde la RIAA lo certificó como disco de oro, y la posición siete en la lista de discos más vendidos del Reino Unido, donde la BPI lo certificó como disco de plata.
En 2003, Columbia Records remasterizó y reeditó el álbum en formato SACD junto a otros quince discos del catálogo musical de Dylan.

## Trasfondo

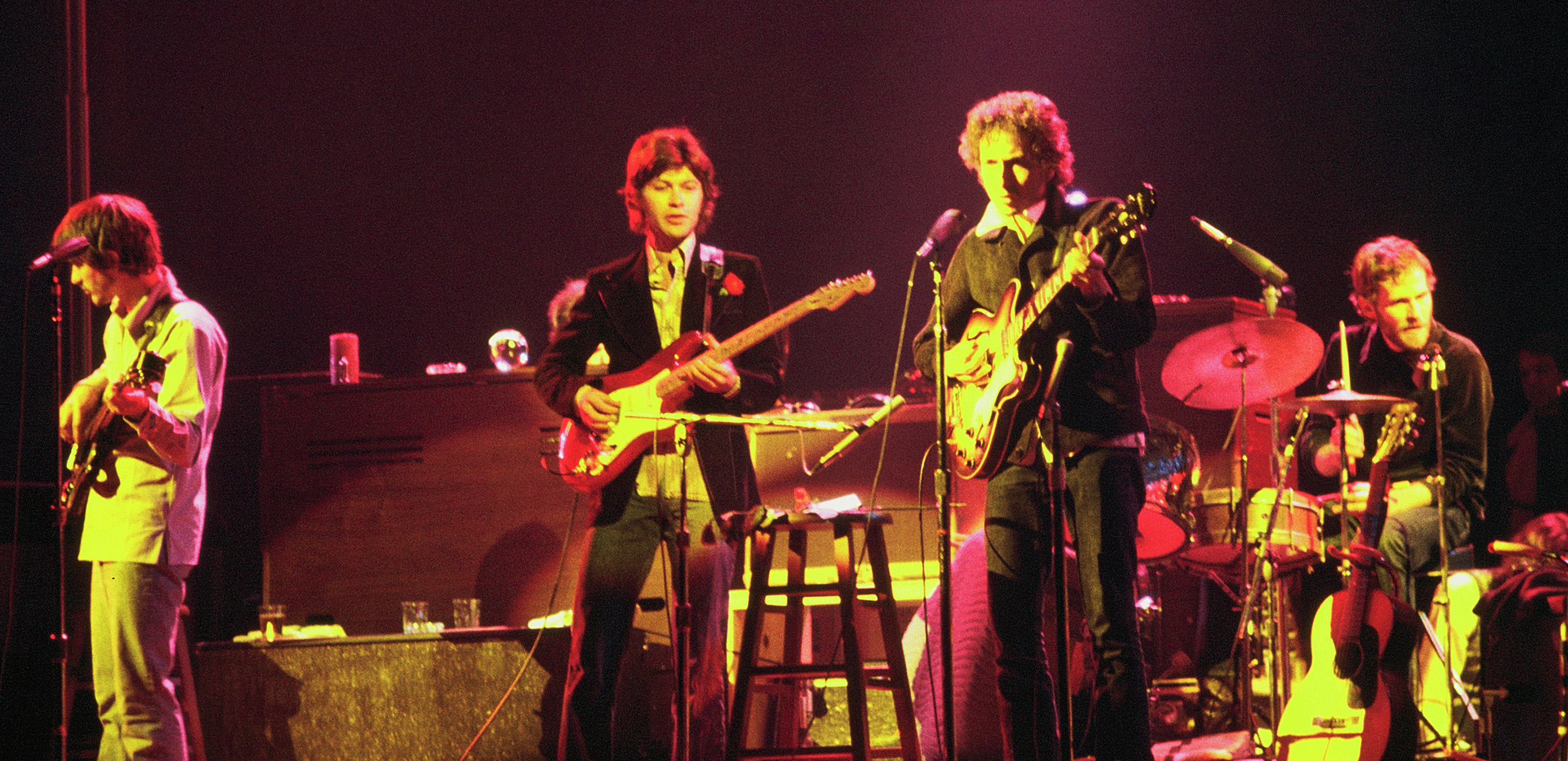
Bob Dylan y The Band durante la gira de promoción de Planet Waves en enero de 1974.

Tras publicar dos álbumes de estudio en 1970, Self Portrait y New Morning, Dylan redujo su actividad musical y compositiva y emprendió otros proyectos, especialmente cinematográficos. A finales de 1970 estrenó Eat the Document, un documental de la gira británica de Dylan con The Hawks en 1966. Al año siguiente, grabó seis canciones nuevas, cinco de las cuales completaron el recopilatorio Bob Dylan's Greatest Hits Vol. II, tocó la armónica en la canción de David Bromsberg «Sammy's Song» y participó en The Concert for Bangladesh, un concierto benéfico organizado por George Harrison. Además, tocó con el poeta Allen Ginsberg durante unas sesiones destinadas a grabar Holly Soul & Jelly Roll, un disco que acabó por archivarse.
En 1971, después de colaborar en grabaciones de otros músicos como Roger McGuinn, Doug Sahm y Steve Goodman, viajó con su esposa Sara a Durango, México para iniciar el rodaje de Pat Garrett & Billy the Kid, un western en el que Dylan se estrenó como actor al hacer de «Alias», un miembro de la banda de Billy el Niño, y como compositor de una banda sonora. Durante el rodaje, Dylan fijó su residencia en Malibú, California, donde volvió a coincidir con Robbie Robertson, guitarrista del grupo The Band. Según Robertson: «La idea de salir nuevamente de gira parecía causar fervor. Era una buena idea, un paso hacia el pasado. Los otros chicos de The Band vinieron a Malibú y comenzamos a trabajar». Salvo por su aparición en The Concert for Bangladesh y en otros conciertos como artista invitado, la última vez que Dylan emprendió una gira fue tras la publicación del álbum Blonde on Blonde, ocho años atrás, que finalizó abruptamente al sufrir un accidente con una motocicleta Triumph 500.
Una vez finalizado el rodaje y la grabación de Pat Garrett & Billy the Kid, Dylan participó en varios ensayos con The Band en los Shangri-La Studios de Malibú con la vista puesta en una posible gira. Además, en vez de renovar con Columbia Records, firmó un nuevo contrato con Asylum Records, un sello discográfico que el empresario David Geffen fundó en 1972 y que contaba con músicos como Eagles y Joni Mitchell. Dylan se comprometió a publicar dos discos con Asylum a cambio de unos beneficios superiores a los que percibía con Columbia, con quienes seguía molesto a causa de los acuerdos que su anterior representante, Albert Grossman, alcanzó en varias ocasiones con ellos. Además, creó la compañía Ram's Horn Music para publicar sus canciones, de la que Dylan era enteramente propietario.

## Sesiones de grabación
Dylan grabó Planet Waves con The Band en apenas dos semanas a comienzos de noviembre de 1973, una vez estrenado el largometraje Pat Garrett & Billy the Kid y firmado el contrato con Asylum Records. Según Garth Hudson, multiinstrumentista del grupo: «A todos nos gustó la forma en que Bob quería cantar las canciones solo una vez al día, una interpretación al día. De modo que a menudo teníamos la canción lista en la segunda toma. Creo que incluso hay alguna que otra primera toma. Es la mejor forma de hacerlas».
Las primeras canciones que Dylan compuso para el álbum fueron «Forever Young», «Nobody 'Cept You» y «Never Say Goodbye». El músico grabó demos de las tres canciones en la oficina de su editorial, Ram's Horn Music, en junio de 1973, acompañado exclusivamente de una guitarra acústica. El resto de las canciones que conforman Planet Waves fueron compuestas entre junio y noviembre, antes de comenzar las sesiones de grabación en los Village Recorder Studios de Santa Mónica, California.

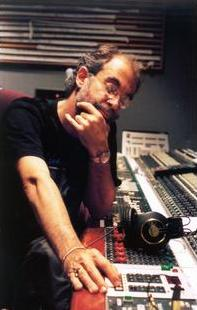
Rob Fraboni, productor musical de Planet Waves.

La primera sesión, que tuvo lugar el 2 de noviembre, no contó con la participación del batería Levon Helm, que fue sustituido por su compañero Richard Manuel. Aun así, Dylan y The Band grabaron la toma maestra de «Never Say Goodbye», además de versiones de «House of Risin' Sun» y las primeras tomas de «Nobody 'Cept You» y «Forever Young».  El ingeniero de sonido Rob Fraboni recordó la grabación de Planet Waves como relajada e informal: «Bob solía empezar, y ellos la tocaban una vez. Luego venían a la sala de control y escuchaban elresultado. Era algo que me sorprendía. Nadie decía: «Debes hacer esto» o «Debes tocar aquello». Simplemente llegaban y escuchaban lo que solían hacer, y volvían al estudio. Normalmente la primera toma era la correcta, o la siguiente».
Una vez incorporado Helm al grupo, organizaron una segunda sesión el 5 de noviembre en la cual ensayaron «You Angel You», «Going, Going, Gone», «Something There Is About You», «Though Mama» y «Hazel», y en la que volvieron a intentar grabar «Forever Young» y «Nobody 'Cept You». Del total de canciones, sendas tomas maestras de «You Angel You» y «Going, Going, Gone» grabadas durante el día se usaron en el álbum. Las otras tres canciones volvieron a grabarse al día siguiente en la tercera sesión con mejores resultados.
El 8 de noviembre volvieron a grabar varias tomas de «Going, Going, Gone», «Forever Young» y «On A Night Like This». Tras varios comienzos en falso, grabaron una versión lenta y en acústico de «Forever Young», descrita por Clinton Heylin como «un intento de escribir algo sincero que hablaba de su faceta como padre»,, aunque no contó con la aprobación del propio Dylan. Según relató Fraboni: «La toma era tan fascinante, tan poderosa, tan inmediata, que no podía trabajar en ella. Rebobiné la cinta y todo el mundo la escuchó de comienzo a fin y marcharon de la sala. Solo estábamos un amigo y yo. Estaba tan agobiado que le dije: «Voy a dar un paseo». Cuando volví la escuché de nuevo, y estábamos tan absortos que no nos dimos cuenta de que Dylan había entrado. Bob preguntó: «Qué haces con eso? No la vamos a usar». Yo salté y dije: «¿A qué te refieres con eso de que no la vamos a usar? ¡Estás loco! ¿Por que?». Al parecer, durante la grabación, un amigo de la infancia de Dylan llegó y le dijo: «Vamos, Bob, ¿te estás volviendo sentimentaloide con los años?». Se basó en ese comentario para dejar esa versión fuera del disco». Fraboni defendió la grabación y Dylan acabó por reconsiderar su opinión.
Al día siguiente, Dylan grabó en una sola toma la canción «Wedding Song». Según Fraboni: «Bob, Nat Jeffrey, los amigos de Bob y yo estábamos ahí. Colocamos los carretes de cintas. Alrededor de medianoche, Bob dijo: «Tengo una canción que quiero grabar más tarde», y yo le contesté que me parecía bien. Él me dijo: «No estoy preparado ahora. Te aviso luego». Estuvimos trabajando un rato, y de repente vino y dijo: «Vamos a grabar». De modo que fue al estudio, y grabó «Wedding Song», la canción que cierra el álbum». Durante la misma sesión, Dylan también grabó dos tomas de «Adalita», una canción finalmente descartada del álbum.
Dylan organizó una última sesión el 14 de noviembre, una vez que Fraboni y Robertson habían comenzado a mezclar las canciones. Durante la sesión, Dylan y The Band grabaron una nueva versión de «Forever Young», con Rick Danko al violín y Helm a la mandolina. La grabación dio lugar a una segunda toma maestra que se usó junto a la del 8 de noviembre en el álbum.
La última canción que Dylan grabó fue «Dirge». Según comentó Fraboni: «Bob salió y tocó el piano mientras estábamos mezclando. De repente, volvió y dijo: «Me gustaría intentar «Dirge» al piano». Habíamos grabado una versión solo con guitarra acústica unos días antes. De modo que pusimos una cinta y le dije a Robbie: «Quizás puedas tocar la guitarra aquí». Grabaron una toma, Bob al piano y cantando, y Robbie a la guitarra».

## Canciones descartadas
Al igual que en la mayoría de sus trabajos, Dylan grabó durante las sesiones de grabación de Planet Waves varias canciones que no fueron finalmente incluidas en el álbum y quedaron archivadas. Los principales descartes fueron composiciones propias con los títulos de «Adalita», «Crosswind Jamboree» y «Nobody 'Cept You», una versión de «The House of the Rising Sun» y dos temas instrumentales con los títulos de «Short Jam» y «Untitled Instrumental».
Del conjunto de canciones, Dylan grabó una versión demo de «Nobody Cept You» junto a «Forever Young» y «Never Say Goodbye» en la oficina de la editorial Ram's Horn en New York cuatro meses antes de comenzar a grabar el álbum en California. Dylan llegó a tocar la canción en directo durante el set acústico, pero a las pocas semanas la eliminó de la lista de canciones y la sustituyó por «Just Like a Woman». La versión de «Nobody 'Cept You» grabada el 2 de noviembre fue publicada en la caja recopilatoria  The Bootleg Series Volumes 1-3 (Rare & Unreleased) 1961-1991.
Salvo «Nobody 'Cept You» y «House of the Rising Sun», la cual el músico versionó en el álbum Bob Dylan, su primer álbum de folk para Columbia, el resto de las canciones descartadas de Planet Waves son inéditas y no circulan en grabaciones piratas.

## Recepción
Tras su publicación, Planet Waves obtuvo en general buenas reseñas de la prensa musical. Ellen Willis de The New Yorker lo definió como «diferente de otros álbumes de Dylan: es abiertamente personal... Creo que el tema de Planet Waves es el que parecer ser —el dilemo estético y práctico de Dylan, y su inmensa deuda emocional a Sara». En el mismo sentido, Robert Christgau escribió en Village Voice: «En un tiempo en el que toda la música prestigiosa, incluso lo que pasó con el funk, está recubierta con grasa de silicona, Dylan nos está diciendo que cojamos la grasa y la hagamos mermelada. Claro que es doméstico, pero su versión del amor conyugal es cualquier cosa menos petulante, y esto se nota tanto en las letras como en el sonido del disco. Dichoso, a veces, pero a veces suean como música de gato callejero —escuálida, arrogante y aullando por las escaleras». La revista Village Voice destacó Planet Waves en el puesto dieciocho en la encuesta anual Pazz & Jop sobre los mejores discos del año.
Stephen Thomas Erlewine, de Allmusic, escribió: «Trabajando en equipo con The Band, Dylan termina con un álbum que recuerda más a New Morning que a The Basement Tapes, dado que Planet Waves tiene un íntimo tono relajado tanto más apropiado para una modesta colección de canciones sobre la vida doméstica. Como tal, puede parecer un poco decepcionante ya que no tiene la naturaleza salvaje de la mejor música de Dylan y The Band de los años 60». Wilson y Alroy fueron más críticos con el álbum y escribieron: «La dejadez y la exagerada cacofonía es irónica, porque el trabajo de estudio de The Band siempre fue inmaculadamente ensayado y complejo, pero económicamente arreglado —lo que explica que melodías como "The Weight" sean clásicos importantes y eminentemente simpáticos. Pero aquí Robertson no se calla, y la falta de sobregrabaciones les separa de los arreglos de viento que hicieron grandes sus mejores álbumes. La lenta "Forever Young es un majestuoso aburrimiento, y la versión rápida y hillbilly es una broma; "Dirge" es como una reescritura inacabada de "This Wheel's on Fire"».
A nivel comercial, Planet Waves se convirtió en el primer disco de Dylan en alcanzar el primer puesto de la lista estadounidense Billboard 200 y fue certificado como disco de oro por la RIAA al superar el medio millón de copias vendidas en el país. En el Reino Unido, el álbum llegó a puesto siete de la lista de discos más vendidos y fue certificado como disco de plata por la BPI. El álbum también entró en el top 10 de las listas de discos más vendidos de varios países europeos: en Austria llegó al puesto cuatro; en Noruega, al cinco; y en los Países Bajos, al siete. Sin embargo, los sencillos extraídos de Planet Waves obtuvieron un éxito inferior: «On a Night Like This» alcanzó el puesto 44 en la lista estadounidense Billboard Hot 100, mientras que «Something There Is About You» no entró en ninguna lista de éxitos.

## Diseño de portada
Asylum Records programó la publicación de Planet Waves de forma coetánea al comienzo de la primera gira de Dylan en ocho años. Sin embargo, en un último momento, el músico decidió cambiar el título del álbum, que iba a llamarse Ceremonies of the Horsemen, y parte de las notas que acompañaron al disco, también escritas por Dylan.
La portada de Planet Waves incluyó una pintura al óleo realizada por el propio Dylan, de forma similar a portadas anteriores como Self Portrait y Music from Big Pink. En el margen derecho de la imagen puede leerse la frase «canciones inquebrantables y baladas antorcha», aparentemente señalando la propia concepción que Dylan tenía del álbum. La primera publicación incluía extractos en el interior que relataban la jornada personal de Dylan.

## Lista de canciones
Todas las canciones escritas y compuestas por Bob Dylan.

| Cara A |                                |          |  |
| N.º    | Título                         | Duración |  |
| 1.     | «On a Night Like This»         | 2:57     |  |
| 2.     | «Going, Going, Gone»           | 3:27     |  |
| 3.     | «Tough Mama»                   | 4:17     |  |
| 4.     | «Hazel»                        | 2:50     |  |
| 5.     | «Something There Is About You» | 4:45     |  |
| 6.     | «Forever Young»                | 4:57     |  |

| Cara B |                             |          |  |
| N.º    | Título                      | Duración |  |
| 7.     | «Forever Young (Continued)» | 2:49     |  |
| 8.     | «Dirge»                     | 5:36     |  |
| 9.     | «You Angel You»             | 2:54     |  |
| 10.    | «Never Say Goodbye»         | 2:56     |  |
| 11.    | «Wedding Song»              | 4:42     |  |
| 36:47  |                             |          |  |

## Personal
| Músicos - Bob Dylan: voz, guitarras, armónica y teclados - Rick Danko: bajo, violín y coros - Levon Helm: batería, mandolina y coros - Garth Hudson: teclados, piano, órgano, acordeón y saxofón - Richard Manuel: piano, teclados y batería - Robbie Robertson: guitarra y bajo | Equipo técnico - Rob Fraboni: productor musical e ingeniero de sonido - Nat Jeffery: ingeniero asistente - David Gahr: fotografía - Joel Bernstein: fotografía |

## Posición en listas
| País           | Lista                 | Posición |
| -------------- | --------------------- | -------- |
| Alemania       | Media Control Charts  | 34       |
| Austria        | Austrian Albums Chart | 4        |
| Estados Unidos | Billboard 200         | 1        |
| Noruega        | VG-lista Albums Chart | 5        |
| Países Bajos   | Mega Album Top 100    | 7        |
| Reino Unido    | UK Albums Chart       | 7        |

| Sencillo               | Lista             | Posición |
| ---------------------- | ----------------- | -------- |
| «On a Night Like This» | Billboard Hot 100 | 44       |

## Certificaciones
| País           | Organismo certificador | Certificaciones | Fecha               |
| -------------- | ---------------------- | --------------- | ------------------- |
| Estados Unidos | RIAA                   | Oro             | 22 de enero de 1974 |
| Reino Unido    | BPI                    | Plata           | 1 de enero de 1974  |

## Influencia
En Stone Ocean, la sexta parte del manga japonés JoJo's Bizarre Adventure, el stand perteneciente a Viviano Westwood se llama Planet Waves, en alusión al álbum del músico homónimo.